# Walerian Borowczyk
Pour les articles homonymes, voir Borowczyk.
Walerian Borowczyk est un réalisateur et plasticien polonais né le 21 octobre 1923 à Kwilcz, près de Poznań (Pologne), et mort en milieu hospitalier le 3 février 2006 à Port-Marly (Yvelines). Il a vécu au Vésinet (78) de la fin des années 70 à sa mort.

## Biographie

### La Pologne
Walerian Borowczyk  est un réalisateur et plasticien polonais influencé par le surréalisme. Il réalise d'abord des affiches de cinéma, puis des films expérimentaux en utilisant la technique de l'animation (Dom (pl)). Ces premiers films lui valent un grand succès dans les festivals européens. Walerian Borowczyk quitte la Pologne en 1958 et s'installe définitivement à Paris. Il ne retournera qu'une fois en Pologne (en 1975) pour réaliser le long métrage L'Histoire du péché. Malgré sa réputation sulfureuse, l'œuvre de Borowczyk reste méconnue en Pologne. En 2008, une rétrospective a permis de montrer l'ensemble de ses films (et œuvres plastiques) à Varsovie.

### La France

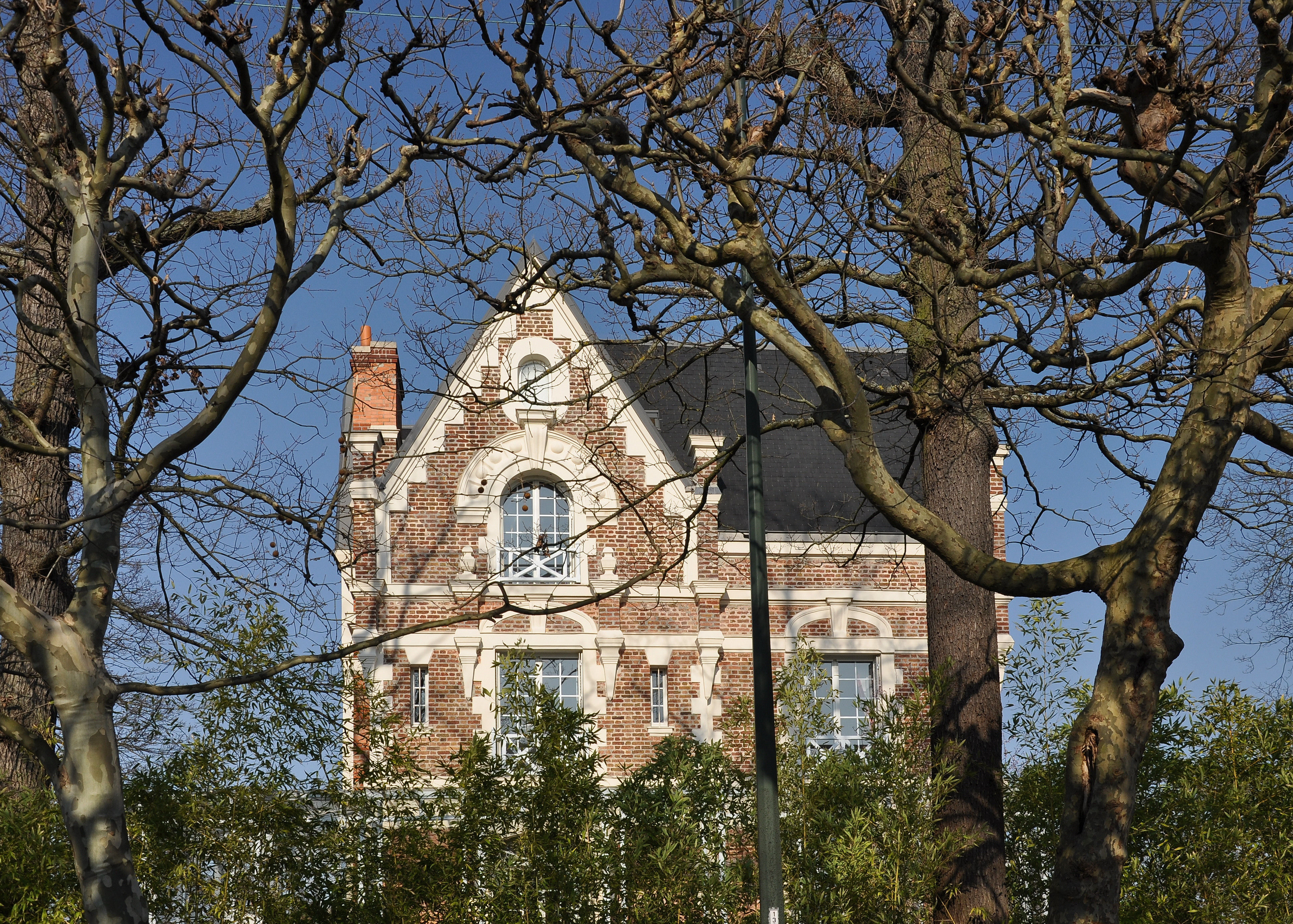
La maison au Vésinet dans les Yvelines où l'artiste a vécu une trentaine d'années, jusqu'à la fin de sa vie.

En France, Walerian Borowczyk réalise plusieurs courts-métrages (Les Astronautes, Rosalie) et collabore avec Chris Marker. En 1967, il réalise seul un long-métrage d'animation pour adultes en papier découpé (Le Théâtre de monsieur et madame Kabal), film teinté d'humour noir rendant hommage à Alfred Jarry.
Délaissant partiellement l'animation pour la prise de vue réelle, Walerian Borowczyk réalise plusieurs longs-métrages produits par Anatole Dauman. Il obtient des succès critiques avec Goto, l'île d'amour, Blanche, Contes immoraux, La Bête, L'Histoire du péché ou La Marge avec Sylvia Kristel. Se spécialisant dans l'érotisme, la carrière de Borowczyk décline. Il est choisi pour réaliser Emmanuelle 5 avec Monique Gabrielle dans le rôle-titre mais quitte le tournage. Il réalise ensuite des épisodes de  Série rose sur France 3.
Néanmoins, il réalisera deux films notables et très personnels en fin de carrière, Docteur Jekyll et les femmes et Cérémonie d'amour. Ces derniers films sont liés à l'œuvre d'André Pieyre de Mandiargues, ami et auteur fétiche de Walerian Borowczyk.

### Le plasticien
Tout au long de sa carrière, Walerian Borowczyk a continué à mener des recherches cinématographiques formelles au travers de courts-métrages expérimentaux (Brief Von Paris, Scherzo infernal,  Une collection particulière, Les Escargots de Vénus…), travaux d'écriture (L'Anatomie du diable) et œuvres plastiques polymorphes (collection du musée-château d'Annecy). André Breton a commenté à propos de Walerian Borowczyk : « L’imagination fulgurante »[réf. nécessaire].

### Égéries
On peut diviser la carrière de Walerian Borowczyk en deux parties. Chaque partie étant dominée par la présence d'une actrice (ou égérie) magnifiée. De 1958 à 1977, l'actrice polonaise Ligia Branice (ou Ligia Borowczyk) qui fut la compagne et l'actrice privilégiée de Walerian Borowczyk, tournera dans de nombreux films tels que Dom (pl) (le premier film), Blanche  et Intérieur d'un couvent (leur dernière collaboration). De 1977 à 1990, l’actrice italienne Marina Pierro figurera dans une très grande partie de la filmographie de Walerian Borowczyk, depuis Intérieur d'un couvent (sa première collaboration) jusqu'à Cérémonie d'amour.

## Filmographie

### Cinéma

#### Courts métrages
- 1946 : Mois d'août
- 1954 : Photographies vivantes
- 1954 : Atelier de Fernand Léger
- 1955 : L'Automne (Jesien)
- 1957 : Sztandar mlodych (2 min)
- 1957 : Le Sentiment récompensé (9 min) (Nagrodzone uczucia, avec Jan Lenica)
- 1957 : Il était une fois (9 min) (Byl sobie raz, avec Jan Lenica)
- 1958 : L'École (7 min)
- 1958 : Dom (pl) (12 min) (avec Jan Lenica)
- 1959 : Les Astronautes (12 min 05 s)
- 1962 : Le Concert de M. et Mme. Kabal (6 min)
- 1963 : Holy Smoke (10 min)
- 1963 : L'Encyclopédie de grand-maman (6 min)
- 1964 : Renaissance (9 min)
- 1964 : La Musée (2 min)
- 1964 : Les Jeux des anges (13 min)
- 1965 : Le Dictionnaire de Joachim (9 min)
- 1966 : Le Petit Poucet (2 min)
- 1966 : Rosalie (15 min)
- 1967 : Gavotte (10 min)
- 1967 : Diptyque (8 min)
- 1969 : Le Phonographe (6 min)
- 1973 : Une collection particulière (11 min 43 s)
- 1975 : L'Escargot de Vénus (4 min 38 s)
- 1976 : Brief von paris (40 min)
- 1977 : L'Amour monstre de tous les temps (9 min 33 s)
- 1979 : L'Armoire (29 min)
- 1984 : Scherzo infernal (5 min 01 s)

#### Longs métrages
- 1967 : Le Théâtre de monsieur et madame Kabal
- 1968 : Goto, l'île d'amour
- 1971 : Blanche
- 1974 : Contes immoraux
- 1975 : L'Histoire du péché (Dzieje grzechu)
- 1975 : La Bête
- 1976 : La Marge
- 1977 : Intérieur d'un couvent (Interno di un convento)
- 1979 : Les Héroïnes du mal (Immoral women)
- 1979 : Collections privées, segment L'Armoire
- 1980 : Lulu
- 1981 : Docteur Jekyll et les Femmes (ou Le cas étrange du Dr. Jekyll et Miss Osbourne)
- 1983 : L'Art d'aimer (Ars amandi)
- 1987 : Emmanuelle 5
- 1988 : Cérémonie d'amour

### Télévision
- 1986 : Le Lotus d'or , épisode de la Série rose
- 1990 : Un Traitement mérité , épisode de la Série rose
- 1990 : Almanach des adresses des demoiselles de Paris, épisode de la Série rose[6], d'après l'Almanach des demoiselles de Paris, de tout genre et de toutes les classes
- 1991 : L'Experte Halima , épisode de la Série rose
- 1994 : un épisode de Joe Bob's Drive-In Theater

## Rétrospective
- Un hommage  a été rendu à Walerian Borowczyk à  Varsovie en janvier 2008 (b.boro.borowczyk)[7],[8]. Pour la première fois la totalité de ses films ont été présentés en Pologne, accompagnés de ses travaux plastiques.

## Récompenses et distinctions

### Récompenses
- Venise ; Bergame ; Bruxelles ; Londres ; New York ; Los Angeles ; Annecy ; Berlin ; Locarno ; San Remo ; Milan ; Tours ; Knokke-le-Zoute ; Oberhausen ; Lisbonne ; Mannheim ; Rodez ; Melbourne ; Philadelphie ; Prades ; Cracovie ; Varsovie; Paris ; Bilbao, etc.
- 1967 : prix Max-Ernst[9]
- 1971 : Gold Medal from the President of the Italian Republic

### Décoration
- 1986 : Officier de l'ordre des Arts et des Lettres